# Troiță în memoria consătenilor căzuți în 1914-1918
Troița în memoria consătenilor căzuți în 1914-1918 este un monument amplasat în Grozești, raionul Nisporeni, Republica Moldova. Este un monument istoric și de artă de importanță națională inclus în Registrul monumentelor Republicii Moldova ocrotite de stat cu nr. 887 (raionul Nisporeni).